# Rejon klimowski
Rejon klimowski (ros. Климовский район) – jednostka administracyjna wchodząca w skład Obwodu briańskiego w Rosji.
Centrum administracyjnym rejonu jest osiedle typu miejskiego Klimowo. W granicach rejonu usytuowane są miejscowości (centra administracyjne wiejskich osiedli): Brachłow, Istopki, Kamienskij Chutor, Kiriłłowka, Łakomaja buda, Mitkowka, Nowyj Ropsk, Nowyje Jurkowiczi, Pławna, Saczkowiczi, Sytaja Buda, Choromnoje, Czołchow, Czurowiczi.